# Lista de aeroportos de Alagoas
Lista de aeroportos de Alagoas, constando o nome oficial do aeroporto, o código IATA e/ou o código ICAO e o município onde tal aeroporto se encontra:

## Internacional
Federais Infraero
- Aeroporto Internacional de Maceió - Zumbi dos Palmares (IATA: MCZ, ICAO: SBMO) - Rio Largo (Concedido).[2]

## Regionais
Municipais
- Aeroporto de Arapiraca (IATA: APQ, ICAO: SNAL) - Arapiraca
- Aeroporto de Penedo (IATA: ***, ICAO: SNPE) - Penedo

## Outros aeroportos
Privados
- Aeroclube de Alagoas (IATA: ***, ICAO: SNGS) - Maceió
- Aeródromo de Cachoeira (IATA: ***, ICAO: SNDX) - Coruripe
- Aeródromo Campo da Praia (IATA: ***, ICAO: SNCY) - Coruripe
- Aeródromo Fazenda São Braz (IATA: ***, ICAO: SIQX) - Barra de Santo Antônio
- Aeródromo Manduca Leão (IATA: ***, ICAO: SNML) - Rio Largo
- Aeródromo Muzzi (IATA: ***, ICAO: SNZZ) - Coruripe
- Aeródromo Povoado de Camaçari (IATA: ***, ICAO: SNOV) - Coruripe
- Aeródromo Usina Coruripe (IATA: ***, ICAO: SNUZ) - Coruripe
- Aeródromo Usina Porto Rico (IATA: ***, ICAO: SNUP) - Campo Alegre
- Aeródromo Xingó (IATA: ***, ICAO: SJPO) - Piranhas